# IC 2204
IC 2204 ist eine Balken-Spiralgalaxie vom Hubble-Typ SBab im Sternbild Zwillinge auf der Ekliptik. Sie ist schätzungsweise 207 Millionen Lichtjahre von der Milchstraße entfernt.
Das Objekt wurde am 12. Februar 1898 vom französischen Astronomen Stéphane Javelle entdeckt.